# INS Tarangini
L’INS Tarangini  est un voilier-école de la marine indienne, de type trois-mâts barque, à coque acier, dessiné par l’architecte naval écossais Colin Mudie et construit à l'arsenal de Goa.

## Histoire
C'est un sister-ship du Lord Nelson. 

Il appartient au premier escadron de formation du Commandement de marine basé à Kochi (Cochin), sur la côte Sud-ouest de l’Inde.
Les initiales INS signifient Indian Naval Ship. Son nom Tarangini, dérivé d’un mot hindi, Tarang, signifiant vagues, se traduit par « celui qui glisse sur les vagues, ».
Il accueille à son bord environ 85 personnes dont 45 cadets qui effectuent une campagne d'application de six mois sous forme de tour du monde. Le voilier a embarqué à son bord des cadets de 13 différents pays lors de la circumnavigation qu’il effectua en 2003-2004,.
Le Tarangini participe à de nombreux rassemblements. En 2003, pour la première fois, il s’est inscrit dans une des Tall Ships' Races organisée aux États-Unis et a remporté le premier prix. En juillet 2005, il a, par exemple, participé à trois étapes de la Tall Ships' Race à Cherbourg-Octeville avec une centaine d'autres voiliers.
Autres caractéristiques :
- Longueur au pont : 43 m.
- Moteur : 2 fois 260 ch (son autonomie au moteur est de 2 000 milles nautiques, avec des conditions normales de vent)[1].